# Street Fighter Zero
Street Fighter Zero (ストリートファイター) ở Nhật Bản, châu Á, Nam Mỹ và Úc hoặc Street Fighter Alpha: Giấc mơ của các chiến binh - Street Fighter Alpha: Warriors' Dreams ở phần còn lại của thế giới, là một trò chơi điện tử đối kháng của hãng Capcom được phát hành vào năm 1995 trên phần cứng CPS II.
Đây là loạt trò chơi hoàn toàn mới sau loạt Street Fighter II phát hành năm 1991, có nhiều biến đổi và nhiều đặc điểm, nhân vật mới. Ngoài ra, cốt truyện của trò chơi này được đặt sau trò chơi Street Fighter đầu tiên nhưng đặt trước Street Fighter II.

## Cách chơi
Street Fighrer Alpha vẫn giữ lại hệ thống Siêu liên hoàn (Super Combo) từ Super Street Fighter II Turbo nhưng thêm vào đó là một cột năng lượng ba nấc. Khi cột này ở nấc 1 hoặc cao hơn, người chơi có thể tung ra một siêu liên hoàn. Lượng năng lượng sẽ dùng sẽ phụ thuộc vào số lần nhấn nút đá hoặc đấm khi tung ra chiêu thức. Ngoài ra, người chơi còn có thể tung ra một đòn phản công đặc biệt được gọi là Phản công Alpha (Alpha Counter) (Phản công Zero - Zero Counter ở Nhật) sau khi chặn được một đòn đánh của đối phương.
Cũng có nhiều đặc điểm mới khác như Chặn trên không (Air Blocking) và Liên hoàn chuỗi (Chain Combo - Alpha Combos, hoặc Zero Combos ở Nhật), cho phép dừng một đòn thế cơ bản để ngay lập tức thực hiện một đòn thế có sực mạnh tương đương hoặc hơn.
Người chơi sẽ đối đầu 7 đối thủ ngẫu nhiên trước khi chạm trán trùm cuối phụ thuộc vào cốt truyện của từng nhân vật. M. Bison là trùm của một nửa số nhân vật. Ngoài ra, Akuma và Dan cũng có thể là trùm cuối nếu thỏa các điều kiện đặc biệt.
Trò chơi còn có chế độ ẩn là Trận đấu Kịch tính (Dramatic Battle), trong đó 2 người chơi điều khiển Ryu và Ken sẽ đối đầu với M. Bison do máy điều khiển.

## Nhân vật
Trong trò chơi này có sự bổ sung nhiều nhân vật mới, trong đó có 2 nhân vật đến từ loạt Final Fight là Sodom và Guy.
- Ryu
- Ken
- Chun-Li
- M. Bison
- Sagat
- Akuma
- Charlie
- Guy
- Birdie
- Sodom
- Adon
- Rose
- Dan

## Sản phẩm đi theo
Có một bộ truyện tranh và 2 anime là Street Fighter Alpha: The Animation năm 1999 và Street Fighter Alpha: Generations năm 2005 được làm dựa theo trò chơi Street Fighter Alpha.